# Tántsits Ignác
Tántsits Ignác (Körmend, 1765. október 21. – ?, 1825. március 3.) a magyar jakobinus mozgalom tagja.

## Életútja
Uradalmi tisztviselő fiaként született. Eleinte a pozsonyi szemináriumban volt kispap, azonban kilépett. Pesten végezte a jogot, majd Nagymihályon lett nevelő a gróf Sztáray családnál. Mivel résztvevője volt a magyar jakobinus mozgalomnak, 1795-ben tíz évi börtönbüntetésre ítélték. Nyolc év után szabadult, 1803-ban, a fogságba töltött idő megtört, elkeseredett emberré tette. Ezután mint házitanító működött tovább.

## Műve
- A magyar jakobinusok iratai (I–III. Kiadta Benda Kálmán, Bp., 1952–1957).

## Forrás
- Magyar életrajzi lexikon II. (L–Z). Főszerk. Kenyeres Ágnes. Budapest: Akadémiai. 1969.